# Makuxi Rugby Clube
O Makuxí Rugby Clube é o primeiro clube de Rugby Union do estado de Roraima, Brasil. Foi fundado em novembro de 2012, e as principais competições que disputa são os campeonatos organizados pela Liga Norte de Rugby: Copa Norte de Rugby XV e Circuito Norte de Rugby Sevens. Conta com equipes das seguintes modalidades: 
- Seven-a-side: masculino,[3][4] feminino,[3][4] M-19;
- Union (XV): masculino.[2]

## Treinamentos
Os treinamentos das equipes são realizados as terças e quintas, às 22h, no campo Rei Pelé, no bairro Pintolândia, e aos sábados, às 16h na Praça do Caranã, em Boa Vista. O campo do Rei Pelé, pertencente ao Governo do Estado, conta boa estrutura, como irrigação, iluminação, vestiários e arquibancada. 

## História
O Makuxi Rugby surgiu em novembro de 2012, quando um grupo de amigos se reuniu para os primeiros treinamentos, que eram realizados aos domingos à tarde. Posteriormente, os treinamentos foram transferidos para o período noturno, durante a semana, o que possibilitou o aumento do número de atletas.
Então, com a chegada do antigo treinador Celio Oliveira, o time ganhou um novo impulso, com a efetiva criação do clube, o que possibilitou ao Makuxi Rugby Clube a participação em competições em nível nacional, e a implementação do time feminino.
Os primeiros jogos disputados pelo clube foram:
- Masculino: 13/07/2013, amistoso contra a equipe Gárgulas, de Manaus;

- Feminino: 15/02/2014, amistoso contra a equipe do Korubo, de Manaus (22x12);[5]

- Masculino M-19: 26/04/2015, válido pela Copa Cidade de Manaus, contra o GRUA, de Manaus.

O primeiro jogo que os times masculino e feminino do clube jogaram em casa aconteceu em 15 de fevereiro de 2014, ambos contra o Korubo no Estádio Ribeirão, perdendo por 47x3 e ganhando por 22x12, respectivamente.
Em 25 de janeiro de 2017, o Makuxi RC e outras entidades esportivas, fundaram a Federação Roraimense de Rugby (Roraima Rugby), a primeira federação estadual da região norte do Brasil ligada à Liga Norte de Rugby.

## Símbolos
O clube adota as cores azul e ouro em referência às riquezas naturais presentes no estado, o ouro e o diamante, que contribuíram para o crescimento do Estado, uma vez que o garimpo era a principal atividade econômica de Roraima na década de 80.
Assim, criou-se o escudo do time, estilizado em forma de diamante, bem como o brasão, com a bola de rugby.
Os uniformes seguem as cores do clube, sendo a azul predominante, e detalhes em amarelo. Também é utilizada a cor branca no uniforme.

## Estrutura
O Makuxi Rugby Clube conta com uma boa estrutura para treinamentos, que ocorrem no campo Rei Pelé, no bairro Pintolândia, em Boa Vista. O campo, pertencente ao Governo de Roraima, apresenta gramado em bom estado, e conta com irrigação e iluminação.
Além disso, o clube investe constantemente em materiais de treinamento específicos, como bolas, tees[en], máquinas de scrum[en], traves (H), além de materiais para treinamento físico, como pneus, kettlebells, cordas, etc.
Conta, ainda, com um treinador, um preparador físico e um fisioterapeuta.

## Elenco

### Masculino
| Jogador                      | Posição   | Estado-País         |
| ---------------------------- | --------- | ------------------- |
| Sttallony Maia (C)           | Talonador | Ceará-Brasil        |
| Adler Figueiredo             | Talonador | Roraima-Brasil      |
| Patrick Nicholl              | Pilar     | Roraima-Brasil      |
| Jim Nicholl                  | Pilar     | Roraima-Brasil      |
| Rodrigo Sansevero            | Pilar     | Minas Gerais-Brasil |
| Rafael Cordeiro              | Pilar     | Pernambuco-Brasil   |
| Thiago Mozart                | Pilar     | Roraima-Brasil      |
| Roberto Brito                | Saltador  | Roraima-Brasil      |
| Vatecy Mendes                | Saltador  | Roraima-Brasil      |
| Humberto Júnior              | Asa       | Roraima-Brasil      |
| Daniel Mozart                | Asa       | Roraima-Brasil      |
| Alcides Barros-Júnior        | Asa       | Roraima-Brasil      |
| Roy Rogeres                  | Oitavo    | Roraima-Brasil      |
| Junoca                       | Formação  | Amazonas-Brasil     |
| Celso Maas                   | Abertura  | Paraná-Brasil       |
| Winston de Melville          | Centro    | Roraima-Brasil      |
| Caio Rosso                   | Centro    | Roraima-Brasil      |
| Marco Santos                 | Centro    | Bahia-Brasil        |
| Rodrigo de Oliveira          | Centro    | Pernambuco-Brasil   |
| Hugo Soria                   | Ponta     | Bolívar-Venezuela   |
| Éverton Ramos                | Ponta     | Rondônia-Brasil     |
| Adibs Muniz                  | Ponta     | Roraima-Brasil      |
| José Gonzalez-Neto           | Defesa    | Roraima-Brasil      |
| Dyego Chagas                 | Defesa    | Roraima-Brasil      |
| Daniel José Jaramillo Garcia | Centro    | Bolívar-Venezuela   |
| Nelson                       | Centro    | Bolívar-Venezuela   |

### Feminino
| Jogador           | Posição    | Estado-País    |
| ----------------- | ---------- | -------------- |
| Dani Lima (C)     | Talonadora | Roraima-Brasil |
| Lilian Tajujá     | Talonadora | Roraima-Brasil |
| Lhyana Oliveira   | Pilar      | Roraima-Brasil |
| Lauanna Moraes    | Pilar      | Pará-Brasil    |
| Poliana Araújo    | Pilar      | Roraima-Brasil |
| Eudyafla Nogueira | Pilar      | Ceará-Brasil   |
| Eliane Marcos     | Formação   | Roraima-Brasil |
| Líris Lourena     | Abertura   | Roraima-Brasil |
| Rayssa Leite      | Ponta      | Roraima-Brasil |
| Gleice Martins    | Ponta      | Roraima-Brasil |
| Vivian Sousa      | Ponta      | Roraima-Brasil |
| Rejane Gomes      | Centro     | Roraima-Brasil |
| Nagislene Soares  | Centro     | Pará-Brasil    |

### Ídolos
| Carlos André Bonato Colares |
| Criss Matos                 |

## Resultados

### Colocações em campeonatos oficiais no masculino seven-a-side até 2017
| Data       | Campeonato                 | Colocação      |
| ---------- | -------------------------- | -------------- |
| 23/11/2013 | III Copa Norte de Rugby XV | Vice-campeão   |
| 14/09/2014 | Roraima Sevens             | Terceiro Lugar |
| 25/10/2014 | Manaus Sevens              | Quarto Lugar   |
| 26/09/2015 | Roraima Sevens             | Vice-campeão   |
| 10/10/2015 | Amazon Sevens              | Terceiro Lugar |
| 08/11/2015 | Rondônia Sevens            | Vice-campeão   |
| 2015       | Circuito Norte de Rugby    | Vice-campeão   |
| 21/05/2016 | Amazon Sevens              | Vice-campeão   |
| 12/09/2016 | Roraima Sevens             | Vice-campeão   |
| 2016       | Circuito Norte de Rugby    | Vice-campeão   |
| 06/05/2017 | Pará Sevens                | Vice-campeão   |
| 09/09/2017 | Roraima Sevens             | Vice-campeão   |
| 2017       | Circuito Norte de Rugby    | Vice-campeão   |

### Todos os placares do Masculino seven-a-side até 18 de novembro de 2017
| Data       | Tipo                       | Placar                                    | Local                                     |
| ---------- | -------------------------- | ----------------------------------------- | ----------------------------------------- |
| 13/07/2013 | Amistoso                   | Makuxi Rugby 17 x 27 Gárgulas (AM)        | Estádio Rei Pelé (Boa Vista-RR)           |
| 13/07/2013 | Amistoso                   | Makuxi Rugby 05 x 27 Gárgulas (AM)        | Estádio Rei Pelé (Boa Vista-RR)           |
| 13/07/2013 | Amistoso                   | Makuxi Rugby 12 x 05 Gárgulas (AM)        | Estádio Rei Pelé (Boa Vista-RR)           |
| 07/11/2013 | Amistoso                   | Makuxi Rugby 15 x 29 GRUA (AM)            | Campo da UFAM (Manaus-AM)                 |
| 07/11/2013 | Amistoso                   | Makuxi Rugby 07 x 10 Gárgulas (AM)        | Campo da UFAM (Manaus-AM)                 |
| 07/11/2013 | Amistoso                   | Makuxi Rugby 10 x 17 GRUA (AM)            | Campo da UFAM (Manaus-AM)                 |
| 23/11/2013 | III Copa Norte de Rugby XY | Makuxi Rugby 10 x 10 Parintins (AM)       | Campo da UFAM (Manaus-AM)                 |
| 23/11/2013 | III Copa Norte de Rugby XV | Makuxi Rugby 00 x 36 GRUA (AM)            | Campo da UFAM (Manaus-AM)                 |
| 23/11/2013 | III Copa Norte de Rugby XV | Makuxi Rugby 15 x 07 Gárgulas (AM)        | Campo da UFAM (Manaus-AM)                 |
| 13/09/2014 | Roraima Sevens             | Makuxi Rugby 38 x 00 Tepuy (RR)           | Estádio Ribeirão (Boa Vista-RR)           |
| 13/09/2014 | Roraima Sevens             | Makuxi Rugby 12 x 10 Manaós (AM)          | Estádio Ribeirão (Boa Vista-RR)           |
| 13/09/2014 | Roraima Sevens             | Makuxi Rugby 00 x 22 GRUA (AM)            | Estádio Ribeirão (Boa Vista-RR)           |
| 14/09/2014 | Roraima Sevens             | Makuxi Rugby 07 x 12 Manaós (AM)          | Estádio Ribeirão (Boa Vista-RR)           |
| 14/09/2014 | Roraima Sevens             | Makuxi Rugby 15 x 00 Tepuy (RR)           | Estádio Ribeirão (Boa Vista-RR)           |
| 25/10/2014 | Manaus Sevens              | Makuxi Rugby 12 x 10 Picanhas Beer (AM)   | Campo da UFAM (Manaus-AM)                 |
| 25/10/2014 | Manaus Sevens              | Makuxi Rugby 00 x 36 Manaós (AM)          | Campo da UFAM (Manaus-AM)                 |
| 25/10/2014 | Manaus Sevens              | Makuxi Rugby 12 x 15 Tepuy (RR)           | Campo da UFAM (Manaus-AM)                 |
| 25/10/2014 | Manaus Sevens              | Makuxi Rugby 05 x 15 Korubo (AM)          | Campo da UFAM (Manaus-AM)                 |
| 26/09/2015 | Roraima Sevens             | Makuxi Rugby 29 x 00 Arawak (AM)          | Estádio Ribeirão (Boa Vista-RR)           |
| 26/09/2015 | Roraima Sevens             | Makuxi Rugby 12 x 22 GRUA (AM)            | Estádio Ribeirão (Boa Vista-RR)           |
| 26/09/2015 | Roraima Sevens             | Makuxi Rugby 19 x 05 Caimanes (Venezuela) | Estádio Ribeirão (Boa Vista-RR)           |
| 26/09/2015 | Roraima Sevens             | Makuxi Rugby 19 x 07 Tepuy (RR)           | Estádio Ribeirão (Boa Vista-RR)           |
| 27/09/2015 | Roraima Sevens             | Makuxi Rugby 12 x 36 GRUA (AM)            | Estádio Ribeirão (Boa Vista-RR)           |
| 10/10/2015 | Amazon Sevens              | Makuxi Rugby 22 x 05 Tepuy (RR)           | Campo da UFAM (Manaus-AM)                 |
| 10/10/2015 | Amazon Sevens              | Makuxi Rugby 00 x 24 Barbarians (AM)      | Campo da UFAM (Manaus-AM)                 |
| 10/10/2015 | Amazon Sevens              | Makuxi Rugby 05 x 14 GRUA (AM)            | Campo da UFAM (Manaus-AM)                 |
| 11/10/2015 | Amazon Sevens              | Makuxi Rugby 22 x 00 Arawak (AM)          | Campo da UFAM (Manaus-AM)                 |
| 11/10/2015 | Amazon Sevens              | Makuxi Rugby 24 x 05 Arawak (AM)          | Campo da UFAM (Manaus-AM)                 |
| 07/11/2015 | Rondônia Sevens            | Makuxi Rugby 19 x 19 Porto Velho (RO)     | Estádio Aluízio Ferreira (Porto Velho-RO) |
| 07/11/2015 | Rondônia Sevens            | Makuxi Rugby 31 x 12 Velho Gordo (RO)     | Estádio Aluízio Ferreira (Porto Velho-RO) |
| 07/11/2015 | Rondônia Sevens            | Makuxi Rugby 17 x 05 Rio Branco (AC)      | Estádio Aluízio Ferreira (Porto Velho-RO) |
| 08/11/2015 | Rondônia Sevens            | Makuxi Rugby 14 x 07 GRUA (AM)            | Estádio Aluízio Ferreira (Porto Velho-RO) |
| 08/11/2015 | Rondônia Sevens            | Makuxi Rugby 05 x 14 GRUA (AM)            | Estádio Aluízio Ferreira (Porto Velho-RO) |
| 21/05/2016 | Amazon Sevens              | Makuxi Rugby 12 x 12 Arawak (AM)          | Estádio Carlos Zamith (Manaus-AM)         |
| 21/05/2016 | Amazon Sevens              | Makuxi Rugby 27 x 00 Korubo (AM)          | Estádio Carlos Zamith (Manaus-AM)         |
| 21/05/2016 | Amazon Sevens              | Makuxi Rugby 05 x 10 Templários (RR)      | Estádio Carlos Zamith (Manaus-AM)         |
| 21/05/2016 | Amazon Sevens              | Makuxi Rugby 12 x 26 Templários (RR)      | Estádio Carlos Zamith (Manaus-AM)         |
| 12/09/2016 | Roraima Sevens             | Makuxi Rugby 07 x 12 Templários (RR)      | Vila Olímpica (Boa Vista-RR)              |
| 12/09/2016 | Roraima Sevens             | Makuxi Rugby 33 x 05 Arawak (AM)          | Vila Olímpica (Boa Vista-RR)              |
| 12/09/2016 | Roraima Sevens             | Makuxi Rugby 07 x 12 Templários (RR)      | Vila Olímpica (Boa Vista-RR)              |
| 06/05/2017 | Pará Sevens                | Makuxi Rugby 19 x 05 Vikings (PA)         | Vila dos Cabanos (Barcarena-PA)           |
| 06/05/2017 | Pará Sevens                | Makuxi Rugby 07 x 05 Cabanos (PA)         | Vila dos Cabanos (Barcarena-PA)           |
| 06/05/2017 | Pará Sevens                | Makuxi Rugby 10 x 07 Acemira (PA)         | Vila dos Cabanos (Barcarena-PA)           |
| 06/05/2017 | Pará Sevens                | Makuxi Rugby 0 x 10 GRUA (AM)             | Vila dos Cabanos (Barcarena-PA)           |
| 09/09/2017 | Roraima Sevens             | Makuxi Rugby 5 x 27 GRUA (AM)             | Estádio Ribeirão (Boa Vista-RR)           |
| 09/09/2017 | Roraima Sevens             | Makuxi Rugby 14 x 12 GRUA (AM)            | Estádio Ribeirão (Boa Vista-RR)           |
| 09/09/2017 | Roraima Sevens             | Makuxi Rugby 0 x 26 GRUA (AM)             | Estádio Ribeirão (Boa Vista-RR)           |
| 18/11/2017 | Amazon Sevens              | Makuxi Rugby 24 x 12 Manaós (AM)          | Campo da UFAM (Manaus-AM)                 |
| 18/11/2017 | Amazon Sevens              | Makuxi Rugby 17 x 27 Manaós (AM)          | Campo da UFAM (Manaus-AM)                 |
| 18/11/2017 | Amazon Sevens              | Makuxi Rugby 19 x 31 Korubo (AM)          | Campo da UFAM (Manaus-AM)                 |
| 18/11/2017 | Amazon Sevens              | Makuxi Rugby 12 x 36 Manaós (AM)          | Campo da UFAM (Manaus-AM)                 |
| 18/11/2017 | Amazon Sevens              | Makuxi Rugby 20 x 22 Ajuri (AM)           | Campo da UFAM (Manaus-AM)                 |

### Colocações em campeonatos oficiais do masculino XV até 20 de novembro de 2017
| Data       | Campeonato | Colocação      |
| ---------- | ---------- | -------------- |
| 20/05/2015 | Copa Norte | Terceiro Lugar |
| 20/11/2017 | Copa Norte | Terceiro Lugar |

### Todos os placares do masculino XV até 30 de setembro de 2017
| Data       | Tipo                | Placar                                | Local                                |
| ---------- | ------------------- | ------------------------------------- | ------------------------------------ |
| 15/02/2014 | Amistoso            | Makuxi Rugby 03 x 47 Korubo (AM)      | Estádio Ribeirão (Boa Vista-RR)      |
| 18/04/2015 | Copa Norte de Rugby | Makuxi Rugby 15 x 19 Rio Branco (AC)  | Campo da UFAM (Manaus-AM)            |
| 20/04/2015 | Copa Norte de Rugby | Makuxi Rugby 16 x 12 Rio Branco (AC)  | Campo da UFAM (Manaus-AM)            |
| 23/05/2015 | Copa Norte de Rugby | Makuxi Rugby 07 x 62 GRUA (AM)        | Estádio Ribeirão (Boa Vista-RR)      |
| 12/06/2016 | Copa Norte de Rugby | Makuxi Rugby 10 x 15 Porto Velho (RO) | Estádio Vila Olímpica (Boa Vista-RR) |
| 20/05/2017 | Copa Norte de Rugby | Makuxi Rugby 07 x 37 GRUA (AM)        | Campo do IFAM (Manaus-AM)            |
| 12/07/2017 | Copa Norte de Rugby | Makuxi Rugby 36 x 12 Porto Velho (RO) | Estádio Vila Olímpica (Boa Vista-RR) |
| 12/08/2017 | Copa Norte de Rugby | Makuxi Rugby 07 x 48 GRUA (AM)        | Vila Olímpica (Boa Vista-RR)         |
| 30/09/2017 | Copa Norte de Rugby | Makuxi Rugby 12 x 57 Porto Velho (RO) | Campo da Casota (RO)                 |

### Todos os placares do Masculino Ten-a-side até 15 de novembro de 2019
| Data       | Tipo                       | Placar                           | Local                              |
| ---------- | -------------------------- | -------------------------------- | ---------------------------------- |
| 13/07/2019 | Taça da Amizade - Amistoso | Makuxi Rugby 00 x 15 Korubo (AM) | Manaus (AM)                        |
| 15/11/2019 | Taça da Amizade - Amistoso | Makuxi Rugby 00 x 00 Korubo (AM) | Vila Olímpica Roberto Marinho (RR) |

### Colocações em campeonatos oficiais do masculino seven-a-side M-19 até 26 de abril de 2015
| Data       | Campeonato            | Colocação    |
| ---------- | --------------------- | ------------ |
| 26/04/2015 | Copa Cidade de Manaus | Vice-campeão |

### Todos os placares do masculino seven-a-side M-19 até 26 de abril de 2015
| Data       | Tipo                  | Placar                           | Local                     |
| ---------- | --------------------- | -------------------------------- | ------------------------- |
| 26/04/2015 | Copa Cidade de Manaus | Makuxi Rugby 15 x 10 GRUA (AM)   | Campo da UFAM (Manaus-AM) |
| 26/04/2015 | Copa Cidade de Manaus | Makuxi Rugby 15 x 10 Arawak (AM) | Campo da UFAM (Manaus-AM) |
| 26/04/2015 | Copa Cidade de Manaus | Makuxi Rugby 17 x 22 GRUA (AM)   | Campo da UFAM (Manaus-AM) |

### Colocações em campeonatos oficiais do feminino seven-a-side até 2017
| Data       | Campeonato              | Colocação      |
| ---------- | ----------------------- | -------------- |
| 01/05/2014 | III Copa Norte          | Terceiro Lugar |
| 14/09/2014 | Roraima Sevens          | Campeão        |
| 25/10/2014 | Manaus Sevens           | Vice-campeão   |
| 26/04/2015 | Copa Cidade de Manaus   | Campeão        |
| 26/09/2015 | Roraima Sevens          | Vice-campeão   |
| 10/10/2015 | Amazon Sevens           | Campeão        |
| 08/11/2015 | Rondônia Sevens         | Campeão        |
| 2015       | Circuito Norte de Rugby | Campeão        |
| 21/05/2016 | Amazon Sevens           | Vice-campeão   |
| 12/09/2016 | Roraima Sevens          | Campeão        |
| 05/11/2016 | Rondônia Sevens         | Campeão        |
| 2016       | Circuito Norte de Rugby | Campeão        |
| 06/05/2017 | Pará Sevens             | Vice-campeão   |
| 09/09/2017 | Roraima Sevens          | Vice-campeão   |
| 18/11/2017 | Amazon Sevens           | Vice Campeão   |
| 2017       | Circuito Norte de Rugby | Vice-campeão   |

### Todos os placares do feminino seven-a-side até 18 de novembro de 2017
| Data       | Tipo                       | Placar                                      | Local                                     |
| ---------- | -------------------------- | ------------------------------------------- | ----------------------------------------- |
| 15/02/2014 | Amistoso                   | Makuxi Rugby 22 x 10 Korubo (AM)            | Estádio Ribeirão (Boa Vista-RR)           |
| 15/02/2014 | Amistoso                   | Makuxi Rugby 17 x 12 Korubo (AM)            | Estádio Ribeirão (Boa Vista-RR)           |
| 15/02/2014 | Amistoso                   | Makuxi Rugby 00 x 10 Korubo (AM)            | Estádio Ribeirão (Boa Vista-RR)           |
| 01/05/2014 | III Copa Norte de Rugby 7s | Makuxi Rugby 10 x 22 Guarinis (RO)          | IFAM - Campus Zona Leste (Manaus-AM)      |
| 01/05/2014 | III Copa Norte de Rugby 7s | Makuxi Rugby 05 x 17 Arawak (AM)            | IFAM - Campus Zona Leste (Manaus-AM)      |
| 01/05/2014 | III Copa Norte de Rugby 7s | Makuxi Rugby 00 x 05 Dessanas (AM)          | IFAM - Campus Zona Leste (Manaus-AM)      |
| 01/05/2014 | III Copa Norte de Rugby 7s | Makuxi Rugby 10 x 07 Arawak (AM)            | IFAM - Campus Zona Leste (Manaus-AM)      |
| 13/09/2014 | Roraima Sevens             | Makuxi Rugby 36 x 00 Makuxi B (RR)          | Estádio Ribeirão (Boa Vista-RR)           |
| 13/09/2014 | Roraima Sevens             | Makuxi Rugby 19 x 00 Dessanas (AM)          | Estádio Ribeirão (Boa Vista-RR)           |
| 13/09/2014 | Roraima Sevens             | Makuxi B 07 x 12 Arawak (AM)                | Estádio Ribeirão (Boa Vista-RR)           |
| 13/09/2014 | Roraima Sevens             | Makuxi Rugby 49 x 00 Arawak (AM)            | Estádio Ribeirão (Boa Vista-RR)           |
| 14/09/2014 | Roraima Sevens             | Makuxi Rugby 36 x 00 Makuxi B (RR)          | Estádio Ribeirão (Boa Vista-RR)           |
| 14/09/2014 | Roraima Sevens             | Makuxi B 05 x 12 Arawak (AM)                | Estádio Ribeirão (Boa Vista-RR)           |
| 14/09/2014 | Roraima Sevens             | Makuxi Rugby 36 x 05 Dessanas (AM)          | Estádio Ribeirão (Boa Vista-RR)           |
| 25/10/2014 | Manaus Sevens              | Makuxi Rugby 12 x 14 Dessanas (AM)          | Campo da UFAM (Manaus-AM)                 |
| 25/10/2014 | Manaus Sevens              | Makuxi Rugby 41 x 00 Arawak (AM)            | Campo da UFAM (Manaus-AM)                 |
| 25/10/2014 | Manaus Sevens              | Makuxi Rugby 48 x 00 Arawak (AM)            | Campo da UFAM (Manaus-AM)                 |
| 25/10/2014 | Manaus Sevens              | Makuxi Rugby 10 x 12 Dessanas (AM)          | Campo da UFAM (Manaus-AM)                 |
| 26/04/2015 | Copa Cidade de Manaus      | Makuxi Rugby 20 x 05 Banzeiro (RO)          | Campo da UFAM (Manaus-AM)                 |
| 26/04/2015 | Copa Cidade de Manaus      | Makuxi Rugby 22 x 05 Dessanas (AM)          | Campo da UFAM (Manaus-AM)                 |
| 26/04/2015 | Copa Cidade de Manaus      | Makuxi Rugby 12 x 05 Arawak (AM)            | Campo da UFAM (Manaus-AM)                 |
| 26/04/2015 | Copa Cidade de Manaus      | Makuxi Rugby 22 x 17 Dessanas (AM)          | Campo da UFAM (Manaus-AM)                 |
| 26/09/2015 | Roraima Sevens             | Makuxi Rugby 05 x 34 Hades (Venezuela)      | Estádio Ribeirão (Boa Vista-RR)           |
| 26/09/2015 | Roraima Sevens             | Makuxi Rugby 34 x 07 Arawak (AM)            | Estádio Ribeirão (Boa Vista-RR)           |
| 26/09/2015 | Roraima Sevens             | Makuxi Rugby 00 x 12 Hades (Venezuela)      | Estádio Ribeirão (Boa Vista-RR)           |
| 27/09/2015 | Roraima Sevens             | Makuxi Rugby 24 x 00 Arawak (AM)            | Estádio Ribeirão (Boa Vista-RR)           |
| 27/09/2015 | Roraima Sevens             | Makuxi Rugby 05 x 34 Hades (Venezuela)      | Estádio Ribeirão (Boa Vista-RR)           |
| 10/10/2015 | Amazon Sevens              | Makuxi Rugby 35 x 00 Dessanas (AM)          | Campo da UFAM (Manaus-AM)                 |
| 10/10/2015 | Amazon Sevens              | Makuxi Rugby 32 x 00 Arawak (AM)            | Campo da UFAM (Manaus-AM)                 |
| 10/10/2015 | Amazon Sevens              | Makuxi Rugby 32 x 00 Dessanas (AM)          | Campo da UFAM (Manaus-AM)                 |
| 10/10/2015 | Amazon Sevens              | Makuxi Rugby 22 x 00 Arawak (AM)            | Campo da UFAM (Manaus-AM)                 |
| 11/10/2015 | Amazon Sevens              | Makuxi Rugby 37 x 00 Dessanas (AM)          | Campo da UFAM (Manaus-AM)                 |
| 07/11/2015 | Rondônia Sevens            | Makuxi Rugby 30 x 00 Rio Branco (AC)        | Estádio Aluízio Ferreira (Porto Velho-RO) |
| 07/11/2015 | Rondônia Sevens            | Makuxi Rugby 22 x 00 Banzeiro (RO)          | Estádio Aluízio Ferreira (Porto Velho-RO) |
| 07/11/2015 | Rondônia Sevens            | Makuxi Rugby 01 x 00 Rio Branco (AC) - W.O. | Estádio Aluízio Ferreira (Porto Velho-RO) |
| 08/11/2015 | Rondônia Sevens            | Makuxi Rugby 36 x 00 Banzeiro (RO)          | Estádio Aluízio Ferreira (Porto Velho-RO) |
| 08/11/2015 | Rondônia Sevens            | Makuxi Rugby 17 x 05 Banzeiro (RO)          | Estádio Aluízio Ferreira (Porto Velho-RO) |
| 21/05/2016 | Amazon Sevens              | Makuxi Rugby 17 x 00 Dessanas (AM)          | Estádio Carlos Zamith (Manaus-AM)         |
| 21/05/2016 | Amazon Sevens              | Makuxi Rugby 12 x 07 Arawak (AM)            | Estádio Carlos Zamith (Manaus-AM)         |
| 21/05/2016 | Amazon Sevens              | Makuxi Rugby 27 x 00 Banzeiro (RO)          | Estádio Carlos Zamith (Manaus-AM)         |
| 21/05/2016 | Amazon Sevens              | Makuxi Rugby 20 x 05 Acemira (PA)           | Estádio Carlos Zamith (Manaus-AM)         |
| 21/05/2016 | Amazon Sevens              | Makuxi Rugby 12 x 19 Acemira (PA)           | Estádio Carlos Zamith (Manaus-AM)         |
| 12/09/2016 | Roraima Sevens             | Makuxi Rugby 35 x 00 Acemira (PA)           | Vila Olímpica (Boa Vista-RR)              |
| 12/09/2016 | Roraima Sevens             | Makuxi Rugby 20 x 00 Barbarian (AM)         | Vila Olímpica (Boa Vista-RR)              |
| 12/09/2016 | Roraima Sevens             | Makuxi Rugby 42 x 00 Acemira (PA)           | Vila Olímpica (Boa Vista-RR)              |
| 05/11/2016 | Rondônia Sevens            | Makuxi Rugby 37 x 07 Banzeiro (RO)          | Estádio Aluízio Ferreira (Porto Velho-RO) |
| 05/11/2016 | Rondônia Sevens            | Makuxi Rugby 35 x 00 Banzeiro (RO)          | Estádio Aluízio Ferreira (Porto Velho-RO) |
| 05/11/2016 | Rondônia Sevens            | Makuxi Rugby 36 x 00 Banzeiro (RO)          | Estádio Aluízio Ferreira (Porto Velho-RO) |
| 06/05/2017 | Pará Sevens                | Makuxi Rugby 22 x 17 GRUA (AM)              | Vila dos Cabanos (Barcarena-PA)           |
| 06/05/2017 | Pará Sevens                | Makuxi Rugby 15 x 21 Acemira (PA)           | Vila dos Cabanos (Barcarena-PA)           |
| 06/05/2017 | Pará Sevens                | Makuxi Rugby 12 x 07 GRUA (AM)              | Vila dos Cabanos (Barcarena-PA)           |
| 09/09/2017 | Roraima Sevens             | Makuxi Rugby 05 x 25 GRUA (AM)              | Estádio Ribeirão (Boa Vista-RR)           |
| 09/09/2017 | Roraima Sevens             | Makuxi Rugby 00 x 20 GRUA (AM)              | Estádio Ribeirão (Boa Vista-RR)           |
| 09/09/2017 | Roraima Sevens             | Makuxi Rugby 12 x 27 GRUA (AM)              | Estádio Ribeirão (Boa Vista-RR)           |
| 18/11/2017 | Amazon Sevens              | Makuxi Rugby 15 x 22 GRUA (AM)              | Campo da UFAM (Manaus-AM)                 |
| 18/11/2017 | Amazon Sevens              | Makuxi Rugby 05 x 49 GRUA (AM)              | Campo da UFAM (Manaus-AM)                 |
| 18/11/2017 | Amazon Sevens              | Makuxi Rugby 00 x 44 GRUA (AM)              | Campo da UFAM (Manaus-AM)                 |

## Estatísticas (até 18 de novembro de 2017)

### Masculino seven-a-side
| Jogos | Vitórias | Empates | Derrotas | Tries | Conversões | Penais | Drop | Pontos Pró | Pontos Contra |
| ----- | -------- | ------- | -------- | ----- | ---------- | ------ | ---- | ---------- | ------------- |
| 52    | 22       | 3       | 27       | 117   | 53         | 0      | 0    | 691        | 760           |

### Masculino XV
| Jogos | Vitórias | Empates | Derrotas | Tries | Conversões | Penais | Drop | Pontos Pró | Pontos Contra |
| ----- | -------- | ------- | -------- | ----- | ---------- | ------ | ---- | ---------- | ------------- |
| 9     | 2        | 0       | 7        | 17    | 8          | 4      | 0    | 113        | 311           |

### Masculino M19 seven-a-side
| Jogos | Vitórias | Empates | Derrotas | Tries | Conversões | Penais | Drop | Pontos Pró | Pontos Contra |
| ----- | -------- | ------- | -------- | ----- | ---------- | ------ | ---- | ---------- | ------------- |
| 3     | 2        | 0       | 1        | 9     | 1          | 0      | 0    | 47         | 30            |

### Feminino seven-a-side
| Jogos | Vitórias | Empates | Derrotas | Tries | Conversões | Penais | Drop | Pontos Pró | Pontos Contra |
| ----- | -------- | ------- | -------- | ----- | ---------- | ------ | ---- | ---------- | ------------- |
| 57    | 38       | 0       | 19       | 207   | 57         | 0      | 0    | 1150       | 532           |

### Pontuadores masculino seven-a-side
| Nome             | Posição   | Tries | Conversões | Penais | Drops | Total de pontos |
| ---------------- | --------- | ----- | ---------- | ------ | ----- | --------------- |
| Leiderson        | Centro    | 16    | 14         | 0      | 0     | 108             |
| Francinaldo      | Ponta     | 16    | 0          | 0      | 0     | 80              |
| Celso            | Abertura  | 7     | 14         | 0      | 0     | 63              |
| Daniel Jarramilo | Centro    | 11    | 0          | 0      | 0     | 55              |
| Neto             | Ponta     | 11    | 0          | 0      | 0     | 55              |
| Sttallony        | Pilar     | 7     | 7          | 0      | 0     | 49              |
| Junoca           | Formação  | 9     | 0          | 0      | 0     | 45              |
| Ramsés           | Centro    | 6     | 7          | 0      | 0     | 44              |
| Caio             | Talonador | 5     | 5          | 0      | 0     | 35              |
| Dyego            | Ponta     | 5     | 0          | 0      | 0     | 25              |
| Everton          | Ponta     | 5     | 0          | 0      | 0     | 25              |
| Eduardo          | Centro    | 3     | 4          | 0      | 0     | 23              |
| Lucota           | Ponta     | 3     | 0          | 0      | 0     | 15              |
| Roy              | Pilar     | 2     | 0          | 0      | 0     | 10              |
| Betão            | Pilar     | 2     | 0          | 0      | 0     | 10              |
| Julio            | Ponta     | 2     | 0          | 0      | 0     | 10              |
| Valtecy          | Pilar     | 2     | 0          | 0      | 0     | 10              |
| Adby             | Centro    | 1     | 1          | 0      | 0     | 07              |
| Daniel           | Centro    | 1     | 0          | 0      | 0     | 05              |
| Humberto         | Centro    | 1     | 0          | 0      | 0     | 05              |
| Tuv              | Ponta     | 1     | 0          | 0      | 0     | 05              |
| Celio            | Formação  | 0     | 1          | 0      | 0     | 02              |

### Pontuadores masculino XV
| Nome             | Posição   | Tries | Conversões | Penais | Drops | Total de pontos |
| ---------------- | --------- | ----- | ---------- | ------ | ----- | --------------- |
| Stallony         | Talonador | 1     | 3          | 3      | 0     | 20              |
| Daniel Jarramilo | Centro    | 3     | 0          | 0      | 0     | 15              |
| Nelson           | Centro    | 3     | 0          | 0      | 0     | 15              |
| Celso            | Abertura  | 1     | 1          | 1      | 0     | 10              |
| Francinaldo      | Ponta     | 2     | 0          | 0      | 0     | 10              |
| Leiderson        | Ponta     | 1     | 1          | 0      | 0     | 7               |
| Caio             | Ponta     | 1     | 0          | 0      | 0     | 5               |
| Celio            | Ponta     | 1     | 0          | 0      | 0     | 5               |
| Hugo             | Abertura  | 1     | 0          | 0      | 0     | 5               |
| Everton          | Ponta     | 1     | 0          | 0      | 0     | 5               |
| Roy Rogeres      | Oitavo    | 1     | 0          | 0      | 0     | 5               |
| Thiago Mozart    | Pilar     | 1     | 0          | 0      | 0     | 5               |
| Oliver           | Asa       | 0     | 2          | 0      | 0     | 4               |
| Eduardo          | Abertura  | 0     | 1          | 0      | 0     | 2               |

### Pontuadores masculino M19
| Nome        | Posição  | Tries | Conversões | Penais | Drops | Total de pontos |
| ----------- | -------- | ----- | ---------- | ------ | ----- | --------------- |
| Francinaldo | Ponta    | 5     | 0          | 0      | 0     | 25              |
| Felipe      | Formação | 1     | 1          | 0      | 0     | 7               |
| Matheus     | Ponta    | 1     | 0          | 0      | 0     | 5               |
| Humberto    | Centro   | 1     | 0          | 0      | 0     | 5               |
| Gustavo     | Ponta    | 1     | 0          | 0      | 0     | 5               |

### Pontuadores feminino
| Nome      | Posição  | Tries | Conversões | Penais | Drops | Total de pontos |
| --------- | -------- | ----- | ---------- | ------ | ----- | --------------- |
| Criss     | Ponta    | 71    | 1          | 0      | 0     | 357             |
| Líris     | Pilar    | 27    | 9          | 0      | 0     | 153             |
| Lhyana    | Abertura | 20    | 3          | 0      | 0     | 106             |
| Anibel    | Centro   | 18    | 1          | 0      | 0     | 92              |
| Laly      | Centro   | 8     | 20         | 0      | 0     | 80              |
| Eliane    | Formação | 13    | 0          | 0      | 0     | 65              |
| Ilvi      | Formação | 9     | 4          | 0      | 0     | 53              |
| Alejandra | Ponta    | 9     | 2          | 0      | 0     | 49              |
| Rayssa    | Centro   | 8     | 4          | 0      | 0     | 48              |
| Dani      | Centro   | 7     | 0          | 0      | 0     | 35              |
| Lauanna   | Centro   | 1     | 9          | 0      | 0     | 23              |
| Nauana    | Ponta    | 4     | 0          | 0      | 0     | 20              |
| Vivian    | Ponta    | 4     | 0          | 0      | 0     | 20              |
| Poliana   | Pilar    | 2     | 3          | 0      | 0     | 16              |
| Sirley    | Centro   | 2     | 0          | 0      | 0     | 10              |
| Thaynar   | Centro   | 2     | 0          | 0      | 0     | 10              |
| Nagislene | Centro   | 1     | 0          | 0      | 0     | 5               |
| Silvia    | Formação | 1     | 0          | 0      | 0     | 5               |
| Blenda    | Formação | 0     | 1          | 0      | 0     | 2               |